# Flightline (häst)
Flightline, född 14 mars 2018, är ett obesegrat engelskt fullblod som tävlade mellan 2021 och 2022. Han är mest känd för att ha segrat i grupp 1-löpen Malibu Stakes (2021) och Metropolitan Handicap, Pacific Classic och Breeders' Cup Classic (2022). I september 2022 erhöll han en ranking på 139 av World's Best Racehorse Rankings, vilket är den högsta rankingen som någonsin givits till en häst som tävlat på dirttrack. Han var under hela tävlingskarriären obesegrad och jämfördes med stjärnhästar som Frankel och Ghostzapper.

## Bakgrund
Flightline är en brun hingst efter Tapit och under Feathered (efter Indian Charlie). Han föddes upp av Summer Wind Equine och köptes för 1 miljon dollar av Hronis Racing, Siena Farm, Summer Wind Equine, West Point Thoroughbreds & Woodford Racing, på The Saratoga Sale 2019. Han tränades under tävlingskarriären av John W. Sadler och reds av Flavien Prat.
Flightline tävlade mellan april 2021 och november 2022, och sprang totalt in 4 514 800 dollar på 6 starter, varav lika många segrar. Han tog karriärens största segrar i Malibu Stakes (2021), Metropolitan Handicap (2022), Pacific Classic Stakes (2022) och Breeders' Cup Classic (2022).

## Karriär

### Treåringssäsongen 2021
Flightline tävlade inte som tvååring, utan gjorde sin första start den 24 april 2021 i ett maidenlöp (för hästar som inte vunnit något löp) på Santa Anita Park, där han segrade. Sin andra start gjorde han den 5 september 2021 i Allowance Optional Claiming på Del Mar Racetrack, vilken också slutade med seger.
Den 26 december 2021 startade Flightline i sitt första grupp 1-löp, Malibu Stakes på Santa Anita Park. Han segrade med 11,5 längder före Baby Yoda, på tiden 1:21.37 över 7 furlongs. Efter löpet lovordades Flightline, och jämfördes bland annat med tidigare stjärnhästar som Frankel och Ghostzapper. Flightline fick även en Equibase Speed Figure på 127, vilket var det högsta värdet som tilldelats en häst som tävlat på dirttrack i Nordamerika under 2021.

### Fyraåringssäsongen 2022
Flightline gjorde sin första start som fyraåring den 11 juni 2022, då han startade i grupp 1-löpet Metropolitan Handicap på Belmont Park. I löpet blev Flightline favoritspelad, och segrade med sex längder på tiden 1:33.59 över en mile. Nästa start för Flightline blev i Pacific Classic Stakes den 3 september 2022. Även där startade han som favoritspelad och segrade med 19 1⁄4 längder. Med segern blev han automatiskt startberättigad till Breeders' Cup Classic.
Efter starten i Pacific Classic Stakes mottog han flera superlativ från journalister, och jämfördes bland annat med Secretariat. I Beyer Speed Figure fick han rankingen 126, vilket är den näst högsta rankingen som givits sedan 1992 (Ghostzapper fick rankingen 128 år 2004).

#### Breeders' Cup Classic
Den 5 november 2022 avslutade Flightline sin tävlingskarriär med en övertygande seger i Breeders' Cup Classic på Keeneland. I löpet hamnade Flightline bakom ledande Life Is Good under större delen av löpet, med resten av fältet långt bak. I sista svängen täppte Flightline till luckan, och tog ledningen i början på upploppet, för att sedan segra med 8 1/4 längd. Segermarginalen var den största i löpets historia, och han slog det dåvarande rekordet på 6 1/2 längd, satt av Volponi 2002 och American Pharoah 2015.
Flightline fick även en Beyer Speed Figure på 121 efter segern i Breeders' Cup Classic, vilket är den tredje högsta Beyer Speed Figure i någon Breeders' Cup Classic, efter 1989 års upplaga, där både Sunday Silence och Easy Goer rankades till 124, något som tangerades i 2004 års upplaga av Ghostzapper.
Breeders' Cup Classic stärkte även Flightlines chanser att bli utsedd till American Horse of the Year.

## Statistik
| # | Datum            | Ålder | Löp                         | Bana              | Grupp     | Distans    | Tid     | Plac. | BSF | Jockey       | Ref.   |
| - | ---------------- | ----- | --------------------------- | ----------------- | --------- | ---------- | ------- | ----- | --- | ------------ | ------ |
| 1 | 24 april 2021    | 3     | Maiden Special Weight       | Santa Anita Park  | Maiden    | 6 furlongs | 1:08.75 | 1     | 105 | Flavien Prat | [ 21 ] |
| 2 | 5 september 2021 | 3     | Allowance Optional Claiming | Del Mar Racetrack | Allowance | 6 furlongs | 1:08.05 | 1     | 114 | Flavien Prat | [ 22 ] |
| 3 | 26 december 2021 | 3     | Malibu Stakes               | Santa Anita Park  | I         | 7 furlongs | 1:21.37 | 1     | 118 | Flavien Prat | [ 23 ] |
| 4 | 11 juni 2022     | 4     | Metropolitan Handicap       | Belmont Park      | I         | 1 mile     | 1:33.59 | 1     | 112 | Flavien Prat | [ 24 ] |
| 5 | 3 september 2022 | 4     | Pacific Classic Stakes      | Del Mar Racetrack | I         | 1 ⁄4 mile  | 1:59.28 | 1     | 126 | Flavien Prat | [ 25 ] |
| 6 | 5 november 2022  | 4     | Breeders' Cup Classic       | Keeneland         | I         | 1 ⁄4 mile  | 2:00.05 | 1     | 121 | Flavien Prat | [ 26 ] |

## Som avelshingst
I september 2022 meddelade William S. Farishs Lane's End Farm i Kentucky att Flightline kommer att syndikeras och stallas upp på stuteriet då hans tävlingskarriär avslutats.
Den 6 november 2022, dagen efter att han segrat i Breeders' Cup Classic, meddelade Lane’s End att Flightlines tävlingskarriär avslutats, och att en betäckningsavgift kommer att meddelas senare.
Den 7 november 2022 auktionerades en ägandeandel på 2,5 % ut på Keeneland's November Breeding Stock Sale, där vinnande budgivare även skulle få tillgång till framtida avelssäsonger. Agent Fred Seitz, ägare av Brookdale Farm i Versailles, Kentucky lade det högsta budet, 4,6 miljoner dollar, på uppdrag av en anonym klient. Auktionspriset gör att Flightline värderas till 184 miljoner dollar.

## Stamtavla
| Efter Tapit 2001     | Pulpit 1994         | A.P. Indy 1989       | Seattle Slew 1974                 |
| Efter Tapit 2001     | Pulpit 1994         | A.P. Indy 1989       | Weekend Surprise 1980             |
| Efter Tapit 2001     | Pulpit 1994         | Preach 1989          | Mr. Prospector 1970               |
| Efter Tapit 2001     | Pulpit 1994         | Preach 1989          | Narrate 1980                      |
| Efter Tapit 2001     | Tap Your Heels 1996 | Unbridled 1987       | Fappiano 1977                     |
| Efter Tapit 2001     | Tap Your Heels 1996 | Unbridled 1987       | Gana Facil 1981                   |
| Efter Tapit 2001     | Tap Your Heels 1996 | Ruby Slippers 1982   | Nijinsky II (CAN) 1967            |
| Efter Tapit 2001     | Tap Your Heels 1996 | Ruby Slippers 1982   | Moon Glitter 1972                 |
| Undan Feathered 2012 | Indian Charlie 1995 | In Excess (IRE) 1987 | Siberian Express 1981             |
| Undan Feathered 2012 | Indian Charlie 1995 | In Excess (IRE) 1987 | Kantado (IRE) 1976                |
| Undan Feathered 2012 | Indian Charlie 1995 | Soviet Sojourn 1989  | Leo Castelli 1981                 |
| Undan Feathered 2012 | Indian Charlie 1995 | Soviet Sojourn 1989  | Political Parfait 1984            |
| Undan Feathered 2012 | Receipt 2005        | Dynaformer 1985      | Roberto 1969                      |
| Undan Feathered 2012 | Receipt 2005        | Dynaformer 1985      | Andover Way 1978                  |
| Undan Feathered 2012 | Receipt 2005        | Finder's Fee 1997    | Storm Cat 1983                    |
| Undan Feathered 2012 | Receipt 2005        | Finder's Fee 1997    | Fantastic Find 1986 (family 20-b) |